# Beats
Beats（中文名可能为必咨）是美國的一家音訊錄製、音频设备和消費電子設備品牌，其子公司的生產線主要集中於耳機及揚聲器，由饒舌歌手安德烈·羅梅勒·楊格，藝名德瑞博士（Dr. Dre）及新視鏡唱片的前董事長兼總裁吉米·艾欧文（Jimmy Iovine）於2008年聯合創立，該公司的總部設於美國加利福尼亞州卡爾弗城。
Beats起初作為一家新創品牌，並沒有很多音響方面的生產技術，其原有生產線是聯同AV設備公司魔聲（Monster Cable Products）代工的形式，根據合約獨家授權製造及銷售。該公司的大部分股權曾由台灣智能手機製造商宏達電（HTC）持有，兩者合作大量的聯名手機產品，2013年宏達電決定降低持股至25%，回售其剩餘股份給Beats公司。同時，在2013年9月27日，凱雷集團斥資5億美元入股Beats，同時Beats以2.65億美元回購HTC所持有的24.84%剩餘股權。凱雷取代了宏達電，與Dr. Dre及吉米·艾欧文並列成為少數股東。
作為營銷策略的一部分，其品牌的耳機並不專注在音樂，而是研究精美的包裝手法和極其優秀的潮流炒作上，並經常給名人高價代言聯名品牌，並大量出現於MV、電影及其他媒體中，將其銷售全力集中在青少年消費群體上。2012年兩公司宣布終止合作，其後Beats將其內部作進一步發展，轉往獨立開發各種設備以及科技，特別是與手機相關的產品，例如小型攜帶式音箱等新興的音樂設備上。
2014年該公司走向了音樂軟體領域，擴展至開發當時起步的線上音樂市場，推出其訂閱的串流媒體服務，這引起了蘋果的注意。不久後2014年5月28日，蘋果公司以30億美元的現金及股票收購Beats，同年8月1日完成交易，代表該公司最大宗的收購歷史。現在蘋果仍將Beats作為子公司營運，在學生活動期間可免費贈送耳機。

## 歷史

### 公司組成

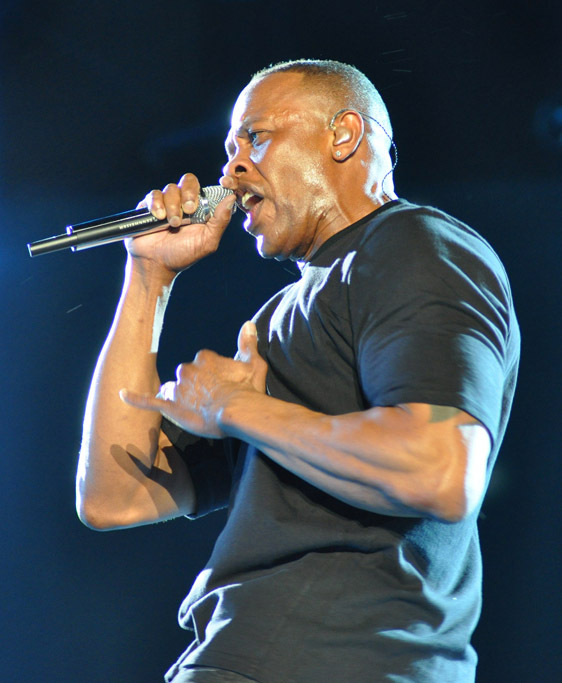
Dr. Dre，Beats的創辦人之一。（攝於2012年）

Beats正式於2006年成立，當時艾欧文察覺到音樂行業的兩個關鍵問題：盜版對音樂的銷售的影響，及蘋果公司的塑膠耳機音質不佳。艾欧文後來回憶德瑞對他說：「夥伴，偷我的音樂是一回事，摧毀我的音樂品質才是真正嚴重的事情。」在早期發展階段，他力求音樂人關於「很有味道」的意見，如M.I.A.、菲瑞·威廉斯、will.i.am及關·史蒂芬妮。該公司最初與魔聲合作，那是一個音訊和視訊組件生產商，其總部設於布里斯班，他們負責製造和開發的第一款Beats自家品牌的產品，名為Beats by Dr. Dre Studio耳飾，於2008年下半年推出。
為了推廣其產品，Beats主要倚靠流行音樂與嘻哈音樂的歌手，包括置入性營銷及音樂影片，以及跟音樂人等名人合作開發聯合品牌的產品。
2009年，Beats與惠普公司合作推出「Beats Audio」系列的桌上電腦及手提電腦。

### HTC的收購 與 魔聲公司的不續約
2011年4月，Beats與克萊斯勒汽車公司合作推出「佳士拿300s型限量版車型」。
2011年8月，手機製造商HTC以$3.09億美元斥資收購了Beats的50.1％大多數股份，其收購目的是讓HTC用Beats品牌以增加與其他手機製造商競爭能力。收購後，HTC獲授予獨家代理權製造智能手機的音響系統。但Beats並未被併購，仍能以一間獨立公司來經營。2014年5月，時任Beats總裁的Luke Wood，他於2011年1月加入該公司，同時Beats宣布與魔聲終止合作，已承諾的生產協議持續至2012年底。
2012年1月12日，《彭博商業周刊》報導，Beats不會跟魔聲續約，雙方的合約將會在2012年底終止合作。德瑞與艾歐文隨後決定從製造到研發，都監督著公司的整個運作，並旨在將其人手增加一倍，員工約300人。魔聲少不免開始營銷他們自家的高檔次耳機，應付自身市場的競爭路線。然而，當時不論是德瑞、艾歐文或是Wood也在面對要運作一間如此高水準的公司，但Nani Wood在2014年解釋說：

我沒有生產的經驗，但我有一些從無到有建設的經驗...每當我們推出一張專輯，這基本上就如要建立新的事業一樣 — 有一組獨特的團隊、一些獨特的挑戰和機遇，以及從中試圖找出通往市場的唯一路徑。
2012年10月，Beats揭幕宣布推出首兩個他們自主研發的產品，名為「Beats Executive」的耳機及「Beats Pill」的無線揚聲器，Iovine認為他們的公司需要「操控自己（公司）的命運」以繼續增長。艾欧文還對其他試圖仿效他們“名人代言的商業模式”，指他們的一些競爭對手都是差勁的工程師，「那些人從來都沒有去過錄音室，你不能夠把人家的名字貼在耳機上，而不知道甚麼是聲音」。繼他們決定把Beats轉變成實體之後，該公司的收入達到十億美元大關。

## 產品
頭戴式耳機
- Beats Executive（已停產）
- Beats Wireless（已停產）
- Beats Solo HD（已停產）
- Beats Solo2（已停產）

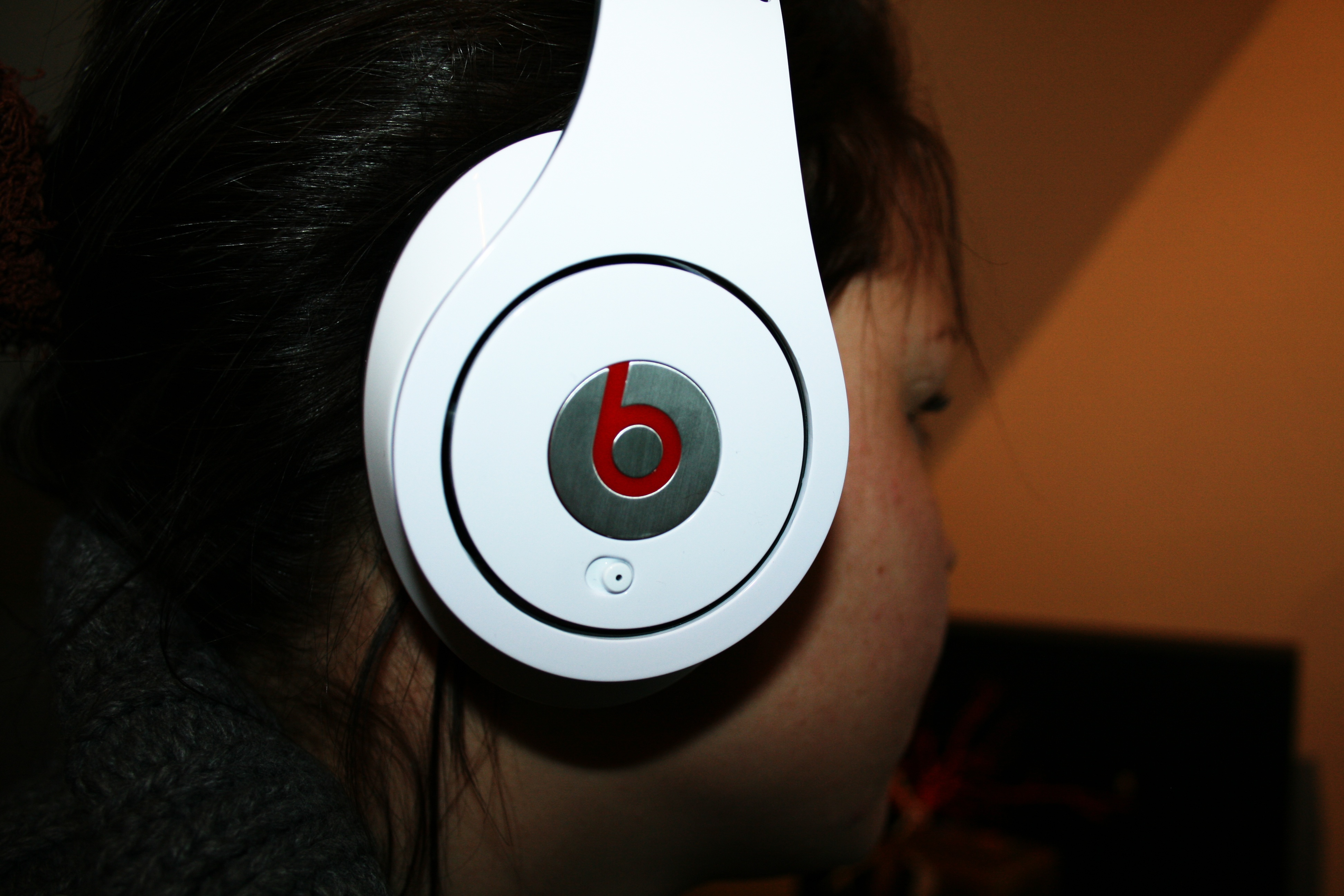
白色版 Beats Studio 耳機

- Beats Solo2 Wireless（已停產）
- Beats Solo3 Wireless
- Beats Solo4 Wireless
- Beats Mixr（已停產）
- Beats Studio（已停產）
- Beats Studio Wireless（已停產）
- Beats Studio2 Wireless（已停產）
- Beats Studio3 Wireless
- Beats Studio Pro Wireless
- Beats EP
- Beats Pro
- Beats Solo Pro（已停產）

入耳式耳機
- Beats Tour（已停產）
- Beats Tour2 （已停產）
- Powerbeats（已停產）
- Powerbeats2 Wireless（已停產）
- Powerbeats3 Wireless
- urBeats（已停產）
- urBeats3
- BeatsX
- Powerbeats Pro
- Beats Flex
- Beats Studio Buds
- Beats Studio buds+
- Beats Solo buds
- Beats Fit Pro

揚聲器
- Beats Pill XL（已停產）
- Beats Pill（已停產）
- Beats Pill 2.0（已停產）
- Beats Pill+

配件
- Beats Pill Sleeve（已停產）
- Beats Pill Character（已停產）